# Heino Wiese

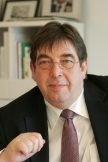
Heino Wiese, vor 2009

Heino Wiese (* 28. Mai 1952 in Kirchweyhe) ist ein ehemaliger deutscher Politiker (SPD) und Inhaber einer Unternehmensberatung in Berlin. Er ist verheiratet, hat einen Sohn und lebt in Hannover. Wiese hat eng mit Gerhard Schröder zusammengearbeitet.

## Leben
Nach dem Abitur im Jahr 1973 am Gymnasium Syke studierte Wiese Germanistik, Politik und Volkswirtschaftslehre zum Lehramt an der Universität Göttingen und wurde Lehrer für Deutsch und Politik an der Käthe-Kollwitz-Schule in Hannover. In Göttingen war er Mitglied im Korporationsverband VDSt. Von 1984 bis 1989 war er zunächst Referent beim Bildungswerk der Niedersächsischen Arbeitgeberverbände und danach in der Personalentwicklung der Continental AG für die Bereiche extrafunktionale Trainings, Organisationsentwicklung und Betreuung des Führungskräftenachwuchses verantwortlich. Außerdem absolvierte er eine anderthalbjährige Ausbildung zum Berater für Organisationsentwicklung.
In den Jahren von 1990 bis 2003 war Heino Wiese leitender Geschäftsführer des SPD-Bezirks Hannover und Landesgeschäftsführer der SPD Niedersachsen. In dieser Zeit war er Mitglied des Parteirats der SPD und Berater der SPD-Landtagsfraktion. Als Mitglied der jeweiligen Wahlkampfleitung war er am Management der Wahlkämpfe von Gerhard Schröder und Sigmar Gabriel beteiligt. Heino Wiese war Mitglied des Deutschen Bundestages 1998–2002 und dort Mitglied im Ausschuss für Ernährung, Landwirtschaft und Forsten sowie stellvertretendes Mitglied im Kulturausschuss. Außerdem war er Mitglied in der deutsch-russischen, der deutsch-iranischen und der deutsch-rumänischen Parlamentariergruppe. Bei der Bundestagswahl 2002 verfehlte er die Wiederwahl, weil er auf Platz 34 der Landesliste der SPD Niedersachsen stand, diese dort aber nur 31 Sitze errang.
Vom 1. September 2003 bis zum 31. Dezember 2005 war er als Exportdirektor Mitglied der Geschäftsleitung des internationalen Modeunternehmens s.Oliver. Dort verantwortete Wiese den Aufbau des internationalen Geschäftes in insgesamt 14 Ländern und war mehrere Monate in China, Russland und der Türkei tätig. Seit 2006 betreibt Wiese die Unternehmensberatung Wiese Consult in Berlin und hat u. a. den Einstieg des russischen Unternehmers Alexei Mordaschow (Severstal) bei der TUI vermittelt.
Von 2009 bis 2014 war Wiese Schatzmeister der Deutsch-Türkischen Gesellschaft e. V. Berlin. Der Tagesspiegel schrieb im November 2017, Wiese sei beratend für „aserbaidschanische Politikvertreter“ tätig und habe sich darum bemüht, deutsche politische Stiftungen zur Wiederaufnahme ihres Engagements in Aserbaidschan zu bewegen.
Seit Dezember 2019 war Wiese Doyen des Konsular Korps Niedersachsen.
Im November des Jahres 2021 wurde Wiese ohne Gegenstimme zum Nachfolger von Wolfram Scharff als Präsident des Corps Consulaire Deutschland gewählt. Am 24. Februar 2022 äußerte sich Wiese „ratlos“ angesichts des russischen Überfalls auf die Ukraine; er kündigte seinen Rücktritt als Honorarkonsul Russlands an, weil er die Politik Russlands seit diesem Tag nicht mehr rechtfertigen könne. Auch als Präsident des Corps Consulaire Deutschland werde er zurücktreten.
Die Website der Beratungsfirma „Bissendorf Consulting“ von Tjark Bartels und Hauke Jagau führte ihn im Februar 2024 als „Senior Advisor“. Laut Geschäftsführerin habe es aber keine Zusammenarbeit gegeben. Laut Correctiv ist Wiese für die Beratungsfirma Vision Consulting des früheren niedersächsischen SPD-Landtagsabgeordneten Mustafa Erkan tätig.

## Beziehungen zu Gerhard Schröder und Russland
Lobbyismus-Kritiker beschrieben Wiese während der Annexion der Krim durch Russland 2014 als Kontaktschaltstelle im Dreieck Schröder-Putin-Erdoğan. Im Februar 2016 wurde er Honorarkonsul der Russischen Föderation in Hannover, und im Mai 2016 wurde ihm die Ehrendoktorwürde der Akademischen Universität St. Petersburg verliehen.
Die FAZ-Journalisten Reinhard Bingener und Markus Wehner behandeln in ihrem Buch Die Moskau-Connection die Rolle Wieses ausführlich. Wiese lernte 1982 Gerhard Schröder kennen und wurde eine einflussreiche Person in der SPD Niedersachsens und Hannovers. Zum Kreis von Vertrauten Wieses zählten außer dem späteren Bundeskanzler auch Sigmar Gabriel, Stephan Weil und Lars Klingbeil. Die persönlichen, politischen und wirtschaftlichen Verbindungen um Schröder bezeichnen Bingener und Wehner als Art von Männerbund, der sich unter anderem in einer VIP-Loge des Fußballvereins Hannover 96 getroffen hat. Schröder und Wiese „leben in einer symbiotischen Beziehung, in der die Kräfteverhältnisse klar verteilt sind.“ Wiese habe zu Schröder wie zu einem großen Bruder aufgeschaut. Als Gemeinsamkeiten nennen die beiden Journalisten das Pendeln zwischen Hannover und Berlin sowie häufige Reisen nach Russland und andere, oft diktatorisch regierte Länder. Wiese habe die vielleicht besten Beziehungen in der deutschen Sozialdemokratie gehabt.
Wiese habe, nach eigenen Angaben, Putin achtmal getroffen und kenne 13 Gouverneure in Russland persönlich. Wenige Wochen vor dem Überfall auf die Ukraine (Februar 2022) habe Wiese gesagt: „Ich finde den Lawrow ja total gut als Außenminister, weil er nicht labert, sondern macht.“ Als Wiese im Jahr 2019 zum Präsident des Corps Consulaire Deutschland wurde, sagte er, dass er sich als Anwalt der Interessen Russlands verstehe.

## Mitgliedschaften
Wiese ist seit dem Jahr 1972 Mitglied der SPD, der Vereinigung ehemaliger Mitglieder des Deutschen Bundestages und des Europäischen Parlaments e. V., der Deutschen Parlamentarischen Gesellschaft, des Managerkreises der Friedrich-Ebert-Stiftung, des Sozialverbands Deutschland e. V., der IG BCE, der Deutsch-Emiratischen Freundschaftsgesellschaft e. V., der Deutsch-Arabischen Freundschaftsgesellschaft e. V., des Deutsch-Rumänischen Forums und im Vorstand des Deutsch-Russischen Forums.